# Ty (rapper)
Ty, pseudonimo di Benedict Okwuchukwu Godwin Chijioke, detto Ben (Londra, 17 agosto 1972 – Londra, 7 maggio 2020), è stato un rapper britannico.

## Biografia
Nacque a Londra da una coppia di nigeriani di etnia Igbo, ma trascorse molti anni della sua giovinezza crescendo nel Devon con genitori adottivi, ai quali era stato affidato affinché potesse avere una vita migliore. Ty comunque incontrò la famiglia di origine in diverse occasioni. 
Iniziò a interessarsi alla musica nel 1995. Nel 1998 fece uscire il singolo d'esordio e nel 2001 Awkward, il primo album.
Il secondo disco di Ty, Upwards, lanciato tre anni dopo, fu un grande successo in tutto il Regno Unito e venne anche candidato al premio Mercury del 2004. Nel 2006 Ty pubblicò il suo terzo album, Closer, caratterizzato da partecipazioni illustri: De La Soul, Speech, Bahamadia e Sion I. Gli ultimi suoi due lavori, usciti nel 2010 e nel 2018, non furono fortunati come i precedenti. 
Ty morì nel maggio del 2020, per complicazioni da COVID-19, a soli 47 anni.

## Discografia

### Album
- Awkward (2001)
- Upwards (2003)
- Closer (2006)
- Special Kind of Fool (2010)
- A Work of Heart (2018)

### Singoli
- I.A.A.D. (1998, con Shortee Blitz)
- Break the Lock (2000)
- The Nonsense (2001)
- Groovement b/w Ha Ha (2003)
- Wait a Minute (2003)
- We Don't Care (2003)
- Look 4 Me b/w Sophisticated & Coarse (2004)
- Oh U Want More? (2004) – UK
- Closer (2006)
- Brixton Baby feat. MPHO (2018)